# Ernst Himmler
Ernst Hermann Himmler, né le 23 décembre 1905 à Munich et mort le 2 mai 1945 à Berlin, est un ingénieur allemand. Il est le frère cadet d'Heinrich Himmler.

## Biographie

### Famille
Ernst Himmler est le troisième fils de Joseph Gebhard Himmler (1865-1936) et Anna Maria Heyder (1866-1941). Il est également le frère cadet de Gebhard (1898-1982) et Heinrich Himmler (1900-1945).

### Carrière
Ernst Himmler termine ses études en 1928. Il rejoint le NSDAP en novembre 1931. Deux ans plus tard, en 1933, il intègre la Waffen-SS et profite de la place importante tenue par son frère Heinrich pour obtenir un emploi à la radio. Il devient rapidement directeur de l'organisation de radiodiffusion du Reich. Il se sert de sa fonction pour fournir des informations à son frère concernant les radios étrangères. En 1939, il est nommé Sturmbannführer.

### Mort
Ernst Himmler est tué le 2 mai 1945 ; il fait alors partie du Volkssturm engagé à Berlin.

### Descendance
Ernst Himmler a épousé Gertrud Paula Melters dont il a eu un fils,. Il est le grand-père de l'écrivaine Katrin Himmler.

## Sources et références
- (en) Cet article est partiellement ou en totalité issu de l’article de Wikipédia en anglais intitulé « Ernst Hermann Himmler » (voir la liste des auteurs).

1. ↑  (en-US) « Ernst Hermann Himmler », sur geni_family_tree (consulté le 12 mai 2018)
2. ↑  « Les frères Himmler, une histoire allemande La Cliothèque », La Cliothèque,‎ 12 avril 2012 (lire en ligne, consulté le 12 mai 2018)
3. ↑  (de) « Biografie | Katrin Himmler », sur www.katrinhimmler.de (consulté le 12 mai 2018)
4. ↑  (en-US) « Ernst Hermann Himmler, the third brother. - WW2 Gravestone », WW2 Gravestone,‎ 14 octobre 2017 (lire en ligne, consulté le 12 mai 2018)